# Geiselnahme von Teheran

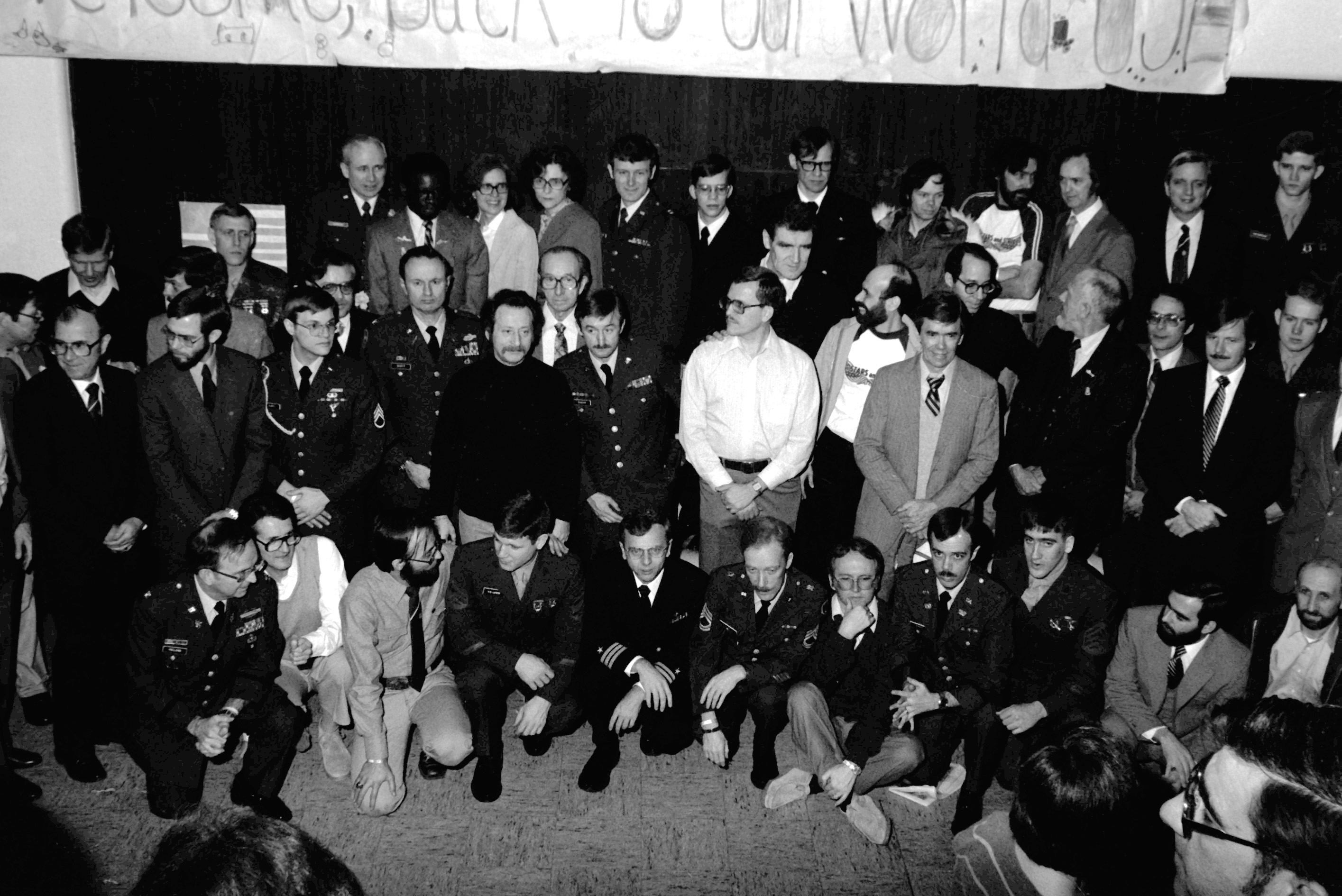
US-amerikanische Aufnahme der 52 Geiseln im Wiesbaden Air Base Hospital (Januar 1981)

Bei der Geiselnahme von Teheran besetzten iranische Studenten am 4. November 1979 im Verlauf der Islamischen Revolution die US-Botschaft in Teheran, der Hauptstadt Irans, um gegen die Aufnahme des gestürzten Schahs Reza Pahlavi in den Vereinigten Staaten von Amerika zu demonstrieren. Sie hielten 52 Diplomaten der Vereinigten Staaten vom 4. November 1979 bis zum 20. Januar 1981 als Geiseln und forderten die Auslieferung des Schahs. Washington verhängte Sanktionen, die Geiselnahme endete nach 444 Tagen.

## Vorgeschichte
Während der Islamischen Revolution in Iran verließ der seit 1941 regierende Schah Mohammad Reza Pahlavi sein Land am 16. Januar 1979. Am 1. Februar 1979 kehrte der Ajatollah Ruhollah Chomeini aus dem Exil in Frankreich nach Iran zurück und übernahm die Führung der Revolution.
Bereits am 14. Februar 1979 wurde die Teheraner US-Botschaft von der bewaffneten, linksgerichteten Fedajin-e Chalq belagert und zum ersten Mal erstürmt. 102 Botschaftsangehörige wurden als Geiseln genommen. Bewaffnete Kräfte Chomeinis griffen ein, räumten die Botschaft, befreiten die Geiseln und übergaben die Botschaft wieder an die USA.
Nach Stationen des Schahs in Ägypten und Marokko vermittelte der US-Ölmilliardär und Bankier David Rockefeller ihm zunächst den Landsitz Coral Gables auf den Bahamas, der jedoch nach zehn Wochen bei Tageskosten von 24.000 US-Dollar zu teuer wurde, so dass der gestürzte Monarch nach Mexiko weiterzog. Nach monatelangen Bemühungen konnten Rockefeller, der damalige US-Außenminister Henry Kissinger und der damalige Weltbank-Präsident John Jay McCloy den US-Präsidenten Jimmy Carter davon überzeugen, den schwer krebskranken Schah in die USA zu lassen, damit er sich dort medizinisch behandeln lassen konnte. Der Schah erreichte New York am 22. Oktober 1979 und wurde unter dem nicht autorisierten Pseudonym des „Under Secretary of State David D. Newsom“ umgehend ins Cornell Medical Center des NewYork-Presbyterian Hospital eingeliefert, wo ihm am 23. Oktober Gallensteine operativ entfernt wurden.
Die iranischen Revolutionäre forderten seine Auslieferung. Chomeini ließ am 4. November 1979 eine Erklärung verbreiten, in der er der Studenten gedachte, die ein Jahr zuvor bei Demonstrationen an der Teheraner Universität ums Leben gekommen waren:

„Es ist deshalb Sache der lieben Schüler, Studenten und Theologiestudenten, mit all ihrer Kraft die Angriffe gegen die USA und Israel zu verstärken, so dass sie die USA zwingen können, den abgesetzten und kriminellen Schah auszuliefern …“

Diese Erklärung galt als Rechtfertigung für die noch am gleichen Tag erfolgte Besetzung der US-Botschaft in Teheran durch iranische Studenten, woraus sich dann die Geiselnahme entwickelte. Dieser Schluss liegt nahe, denn ohne zumindest zustimmende Duldung des Revolutionsrates und Chomeinis hätte keine Geiselnahme stattfinden können. Hans-Peter Drögemüller ging sogar davon aus, dass die Islamisch-Republikanische-Partei-Fraktion des Revolutionsrates (Beheschti-Chāmene’i-Rafsandschāni) hinter der Botschaftsbesetzung stand.

## Verlauf

### Besetzung der Botschaft
Am 4. November 1979 um 11:30 Uhr kam es zur Erstürmung der US-Botschaft in Teheran durch etwa 400 iranische Studenten der Gruppierung „Studenten von der Linie des Imam“ (Daneschdschuyane Chatte Emam, persisch دانشجونان خظ امام, DMG dānešğūyān-e ḫaṭṭ-e emām), unter anderem angeführt von Mohsen Mirdamadi, und zur 444 Tage andauernden Geiselnahme von Teheran.
Vor dem Gebäude versammelten sich daraufhin einige Tausend Demonstranten. Man setzte 90 Mitarbeiter der Botschaft fest und erklärte 66 Amerikaner zu Gefangenen, um die Auslieferung des früheren Schahs Mohammad Reza Pahlavi zu fordern. Die Geiseln wurden der Menge und den Fernsehkameras wiederholt mit verbundenen Augen vorgeführt. Am 5. November lehnten die USA eine Auslieferung des Schahs ab.

Die Presseerklärung des Außenministeriums der Islamischen Republik Iran vom 5. November 1979 rechtfertigte die Geiselnahme als: 

„Demonstration eines Teils unserer Bevölkerung und die natürliche Reaktion des unterdrückten iranischen Volkes auf die Missachtung der verletzten Gefühle dieses Volkes seitens der amerikanischen Regierung.“

Einen Tag nach der Botschaftsbesetzung drangen etwa 40 iranische Studenten auf das Gelände der US-Botschaft in Bonn vor. Sie verlangten, dass der Botschafter ihre Forderung nach der Auslieferung des Schahs an die amerikanische Regierung telegrafierte. Die Polizei räumte das Gelände, nachdem sich die Demonstranten geweigert hatten, freiwillig abzuziehen.

Am 6. November 1979 vermerkte der Ministerialdirektor des Auswärtigen Amtes Meyer-Landrut: 

„Die Botschaft der USA ist seit Sonntag, 4. November 1979, morgens von islamischen Studenten besetzt. 60 Botschaftsangehörige wurden als Geiseln genommen. Die Besetzer verlangen von den Vereinigten Staaten die Auslieferung des Schahs. Weitere Forderungen, die aber uneinheitlich vorgebracht wurden, betreffen die Einschaltung zweier iranischer Ärzte bei der medizinischen Untersuchung des Schahs, die Annullierung aller Verträge mit den USA, die Ausweisung der restlichen amerikanischen Berater und den Abbruch der diplomatischen Beziehungen. Ayatollah Chomeini billigte in einer Rundfunkerklärung vom Montag den 5. November die Aktion der Studenten. Das iranische Außenministerium stellte sich ebenfalls hinter die Besetzer, auf die es keinen Einfluss habe. Montag, 5. November, wurden auch die amerikanischen Konsulate in Täbris, Schiraz und Isfahan von Studenten und Revolutionsgarden (Pāsdārān) besetzt. Zu Geiselnahmen kam es nicht, da die Amerikaner die Gebäude vorher geräumt hatten. … Auch die britische Botschaft war am Montag, 5. November, für ca. sechs Stunden von islamischen Studenten besetzt. Diese forderten die Auslieferung des früheren Ministerpräsidenten Bakhtiyār, der angeblich in Großbritannien sein solle, und protestierten gegen behördliche Beschränkungen in Großbritannien.“

Sechs US-Diplomaten waren entkommen und konnten in die kanadische Botschaft fliehen. Der CIA gelang es, diese im Zuge einer in den USA gemeinhin als Canadian Caper bekannten Operation am 28. Januar 1980 außer Landes zu schaffen.
Der deutsche Botschafter in Teheran, Ritzel, übermittelte am 7. November 1979 an das Auswärtige Amt das Schreiben einer unbekannten Gruppe namens „Iranian Islamic Revolution Eagles“, in dem „die Befreiung aller iranischen Bürger, die seit neun Monaten mit der deutschen Justiz in Berührung gekommen, verhaftet oder verurteilt worden sind“ gefordert wurde. Bei Nichterfüllung würde die deutsche Botschaft besetzt werden.
Pressesprecherin der Geiselnehmer war die spätere iranische Umweltministerin Masoumeh Ebtekar.

### Diplomatische und politische Reaktionen

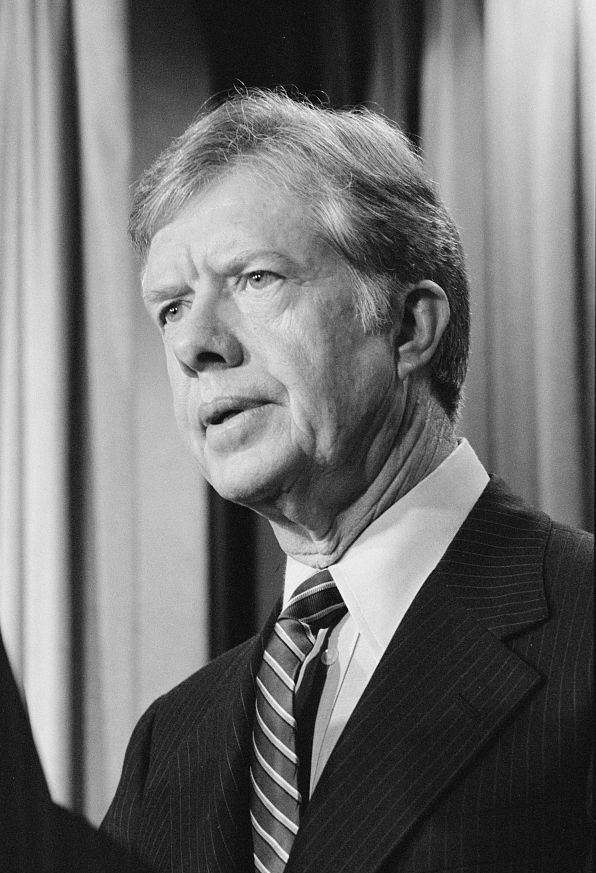
Jimmy Carter (1980)

Am 6. November 1979 trat die iranische Regierung unter Ministerpräsident Mehdi Bāzargān zurück. Gründe dafür waren die Geiselnahme und die „Untergrabung“ der Regierung durch radikale Organisationen. Bāzargān erklärte:

„Nach der Revolution passierte etwas völlig Unvorhergesehenes – der Klerus hat uns völlig verdrängt und die Kontrolle über das Land übernommen. Seine Herrschaft begann genau in dem Augenblick, als die Mullahs eigentlich durch Laien ersetzt werden sollten. Zu diesem Zeitpunkt haben alle Parteien islamischer Ausrichtung ebenso geschlafen wie die Linke, die für die Massen nie wirklich attraktiv wurde und am Rand der Realität blieb. Wir Zivilisten haben die Machtübernahme des Klerus durch unsere Inaktivität ermöglicht.“

Am 9. November verlangte der Sicherheitsrat der Vereinten Nationen die Freilassung der Geiseln. Die US-Regierung beschloss weitere wirtschaftliche und diplomatische Sanktionen gegen Iran. Am 11. November ordnete US-Präsident Jimmy Carter die Ausweisung aller illegal in den USA lebenden Iraner an. Am 12. November 1979 wurden alle Ölimporte aus Iran in die USA gestoppt. Drei Tage später wurde das iranische Geldguthaben bei US-amerikanischen Banken eingefroren. Die Summe betrug zwischen 1,5 und 8 Milliarden US-Dollar.
Die Gespräche mit der iranischen Führung liefen zunächst über die US-Botschaft in Beirut mit PLO-Chef Jassir Arafat weiter. Als Ergebnis der Vermittlungsbemühungen Arafats wurden 13 Geiseln – Frauen und Afroamerikaner – am 19. November freigelassen. Die restlichen 52 blieben jedoch weiterhin in Haft. Eine weitere Geisel, Vizekonsul Richard Queen, wurde am 11. Juli 1980 wegen Krankheit auf Weisung Chomeinis freigelassen.

Unterstaatssekretär Newsom unterrichtete am 20. November 1979 den deutschen Staatssekretär van Well über seine Gespräche mit den freigelassenen Geiseln: 

„Deren Eindruck war, dass die Geiselnehmer wohlorganisiert und sorgfältig für die Aktion gegen die amerikanische Botschaft vorbereitet seien. Es handle sich bis auf wenige Ausnahmen um Studenten, die nie das Land verlassen hätten. Vor etwa drei Monaten seien sie für diese antiamerikanische Aktion ausgesucht und regelrecht ausgebildet worden. Forderungen nach Auslieferung des Schahs seien nur ein Anlass. Die Vermutung liege nahe, dass Khomeini dahinter stehe. … Die Studenten wendeten bei der Überwachung ausgeklügelte und differenzierte Methoden an; die Abschirmung zur Außenwelt sei total; Nachrichten von Angehörigen, die die Bewacher entgegengenommen hätten, seien nicht an die Geiseln weitergeleitet worden.“

Am 13. November hatte der nach dem Rücktritt der Regierung Bāzargān vom Revolutionsrat neu ernannte Außenminister Abu l-Hasan Banisadr alle Botschafter zu sich ins Ministerium geladen. Der deutsche Botschafter Ritzel hatte die Weisung erhalten, den Termin nicht wahrzunehmen und die anderen europäischen Botschafter abzuhalten. Trotz der deutschen Warnung nahmen mit Ausnahme des deutschen Botschafters nahezu alle geladenen Botschafter an der Besprechung teil. Banisadr kündigte an, dass man den Sicherheitsrat der Vereinten Nationen einschalten wolle, um zu erreichen, dass die amerikanische Regierung eine Untersuchung der Straffälligkeit des früheren Schahs akzeptierte und dass das Vermögen, das der Schah und seine Familie sowie die Führer des früheren Regimes nach Amerika verlegt hatten, an die iranische Regierung zurückgegeben werde. Präsident Carter ging auf die Forderungen der iranischen Regierung nicht ein.
Am 26. November 1979 stellte Iran einen Antrag auf eine Sondersitzung des Sicherheitsrates der Vereinten Nationen. Entgegen einer Empfehlung des UN-Generalsekretärs Kurt Waldheim kam es aber nicht zu der Sondersitzung.
Am 29. November 1979 reichten die USA Klage beim Internationalen Gerichtshof (IGH) in Den Haag gegen Iran ein. Die Revolutionsregierung Irans verklagte hingegen den gestürzten Schah in New York auf Rückzahlung von 56,6 Milliarden US-Dollar, die dieser auf illegalem Wege ins Ausland gebracht haben soll. Am 15. Dezember 1979 entschied der Internationale Gerichtshof unter Hinweis auf die geltenden Verträge und das allgemeine Völkerrecht einstimmig, dass die Botschafts- und Konsulargebäude sofort zurückgegeben, alle US-Staatsbürger umgehend freigelassen und den Mitarbeitern der Botschaft und der Konsulate der volle Schutz und die Achtung der Privilegien der Immunität gewährleistet werden müssten.
Am 2. Dezember 1979 verließ der Schah New York und wurde auf einen Luftwaffenstützpunkt nach Texas gebracht. Die USA suchten fieberhaft nach einem Land, das ihm Asyl gewähren würde.
Einen Tag später, am 3. Dezember 1979 fand die Volksabstimmung über die neue Verfassung der Islamischen Republik Iran statt. Nach amtlichen Angaben stimmten nahezu 100 Prozent der Stimmberechtigten für die neue Verfassung (andere Quellen berichten von 60 Prozent Zustimmung). Ajatollah Chomeini war nun an seinem Ziel. Er hatte als Oberster Führer jetzt die gesamte Macht des Staates ganz offiziell in seinen Händen.

Ebenfalls am 3. Dezember 1979 nahm das deutsche Auswärtige Amt Kontakt mit Schah Rezā Pahlavi auf, der inzwischen das Krankenhaus in New York verlassen hatte und auf die hermetisch abgeschirmte Lackland Air Force Base außerhalb von San Antonio (Texas) gebracht worden war. Der frühere Premierminister Mehdi Bāzargān hatte am 1. Dezember 1979 dem deutschen Botschafter in Teheran Ritzel einen Brief an den Schah mit den Worten übergeben: 

„Nach Abstimmung mit dem Präsidium des Revolutionsrates bäte er die Bundesregierung, der US-Regierung nahezubringen, auf den Schah in geeigneter Weise einzuwirken, dass der Schah freiwillig nach Iran zurückkehrt. Iran werde dem Schah freies Geleit zusichern und ihn nach der Präsentation der Beschwerden des iranischen Volkes und Anhören seiner Darstellung wieder ausreisen lassen.“

 Am 2. Dezember 1979 war daraufhin Ministerialdirigent Montfort in die USA gereist, um den Brief dem Schah zu übergeben. Schah Reza Pahlavi dankte der Bundesregierung für ihre Bemühungen und erklärte, er sei bereit zu helfen, soweit es um die Geiseln in der US-Botschaft gehe. Doch einen Brief von den gegenwärtigen Machthabern in Teheran entgegenzunehmen, lehne er ab, denn das seien Mörder, mit denen er nichts mehr zu tun haben wolle.
Am 5. Dezember forderte der UN-Sicherheitsrat einstimmig die Freilassung der Geiseln, was von den Besetzern der Botschaft sofort abgelehnt wurde. Am 8. Dezember 1979 erhob der neue iranische Außenminister Sadegh Ghotbzadeh eine Reihe von Forderungen für die Freilassung der Geiseln: Neben der Rückführung des Schahs sollte eine unabhängige Kommission die Rolle der USA in der iranischen Politik seit 1953 durchleuchten.
Am 12. Dezember 1979 wurde Iran aufgefordert, das Botschaftspersonal in Washington, D.C. von 218 auf 35 Personen zu reduzieren. Der Schah verließ drei Tage später die USA in Richtung Panama und erhielt in dem mittelamerikanischen Staat Asyl. Am 3. Januar 1980 sicherte UN-Generalsekretär Kurt Waldheim eine Untersuchung von Verstößen und Verbrechen des Schah-Regimes zu. Sanktionen vor dem UN-Sicherheitsrat, angestrebt durch die USA am 14. Januar 1980, wurden durch ein Veto der Sowjetunion verhindert, dafür akzeptierte der Revolutionsrat am 2. Februar 1980 eine Untersuchung der Schah-Zeit unter UN-Aufsicht.
Abu l-Hasan Banisadr, der neue iranische Präsident seit dem 27. Januar, erklärte am 13. Februar 1980, dass Chomeini der Freilassung der Geiseln zustimme, ohne weiter auf der Auslieferung des Schahs zu bestehen, sofern die USA die Unterstützung des Schahs bedauern würden. Nachdem die neue Verfassung in Kraft getreten, Chomeini oberster Führer geworden war und Banīsadr als Präsident fungieren konnte, benötigte man die Geiseln nicht mehr. Der formale Wechsel der Staatsform von der 1906 begründeten konstitutionellen Monarchie zur islamischen Republik war abgeschlossen.
Am 23. Februar 1980 traf eine UN-Kommission in Teheran ein. Diese bestand aus fünf Juristen und Diplomaten, namentlich dem Algerier Mohammed Bedjaoui, dem Syrer Adib Daoudy, dem Sri-Lanker Hector Wilfred Jayewardene, dem Venezolaner Andrés Aguilar Mawdsley und dem Franzosen Louis-Edmond Pettiti. Chomeini datierte einen möglichen Termin der Freilassung nicht vor den Parlamentswahlen im April.

Am 8. März 1980 verweigerten die Botschaftsbesetzer eine Überstellung der Geiseln an die Sicherheitskräfte des Revolutionsrates und drei Tage später verließen die UN-Vertreter das Land ergebnislos. Der deutsche Botschafter in Teheran Ritzel berichtete, Chomeini habe entschieden, dass die Geiseln in der Hand der Studenten blieben: 

„Khomeini will, wenn er schon nicht den Schah bekommt, sein Tribunal, und zwar ein Tribunal, das nicht nur über die Schah-Verbrechen, sondern auch über die Verbrechen des US-Imperialismus zu Gericht sitzt und sie öffentlich anprangert – und dafür braucht er auch die amerikanischen Geiseln. Man darf wohl unterstellen, dass Khomeinis Haß auf die USA ebenso groß und unversöhnlich ist wie sein Haß auf den Schah.“

Die USA brachen am 7. April 1980 die diplomatischen Beziehungen zu Iran ab. Ferner wurden alle iranischen Diplomaten aus den USA ausgewiesen und Exporte aus den USA in die Islamische Republik Iran mit Ausnahmen von Lebensmitteln und Medikamenten verboten. Carter drohte am 17. April 1980 mit schärferen Maßnahmen sowie einer Blockade als „möglichen nächsten Schritt“, die Sādegh Ghotbzādeh umgehend mit einer möglichen Sperrung der Straße von Hormus beantwortete. Auch die Europäische Gemeinschaft (EG) kündigte wirtschaftliche und diplomatische Sanktionen gegen Iran an, falls die Geiseln nicht innerhalb eines Monats freigelassen würden.

### Befreiungsversuch
Nachdem Präsident Carter am 8. Dezember 1979 eine gewaltsame Befreiung der Geiseln öffentlich ausgeschlossen hatte, billigte er die Ausarbeitung einer geheimen Rettungsmission. Am 4. Dezember 1979 hielt der deutsche Legationsrat Alfred Vestring schriftlich fest, dass die Sowjetunion bereit sei, militärische Aktionen der USA zur Rettung der Geiseln als einmalige Vergeltungsaktion hinzunehmen. In diesem Sinne hatte der sowjetische Botschafter in Teheran, Winogradow, die iranische Führung bereits am 19. November 1979 unterrichtet. 

„Die Sowjetunion hält eine amerikanische Intervention mit begrenztem Ziel und für begrenzte Dauer für nicht bedrohlich und gedenkt wahrscheinlich sogar, den dann noch weiter wachsenden Antiamerikanismus zu ihrem Vorteil propagandistisch auszunutzen. … Insgesamt gesehen verläuft die Entwicklung in Iran durchaus im Sinne der Sowjetunion. Der revolutionäre Prozess ist wieder in Schwung gekommen.“

In der Nacht vom 24. zum 25. April 1980 trafen sich für den ersten Teil der Operation einige C-130-Transportflugzeuge in der Ausführung MC-130E Combat Talon mit acht RH-53D-Sea-Stallion-Hubschraubern auf einem Behelfslandeplatz in der Großen Salzwüste im Südosten Irans. Zwei der Hubschrauber fielen wegen eines Sandsturms aus, ein dritter wurde bei der Landung beschädigt. Daraufhin wurde die Mission abgebrochen und der Befehl für den Abzug gegeben. Dabei kollidierte ein Hubschrauber wegen schlechter Sicht mit einer Lockheed C-130 und beide stürzten ab. Dabei starben acht amerikanische Soldaten und mindestens vier weitere wurden verletzt. Später wurden einige der Leichen während massiver Protestdemonstrationen vor laufender Kamera in den Straßen Teherans von Sadegh Chalchali vorgeführt. Am 6. Mai 1980 wurden die Leichen der US-Soldaten in die USA überführt und US-Präsident Carter ordnete eine dreitägige Staatstrauer an. Die Geiseln in der Botschaft wurden in den folgenden Tagen in verschiedene Städte in Iran gebracht, um einem erneuten Befreiungsversuch vorzubeugen.

### Wirtschaftssanktionen
Der US-amerikanische Außenminister Cyrus Vance, der gegen die Militäraktion zur Befreiung der Geiseln gewesen war, trat zurück. Am 21. und 22. April 1980 fand in Luxemburg die EG-Ministerratstagung statt. Bei dieser Tagung wurden umfassende Wirtschaftssanktionen gegen Iran beschlossen. Grundlage der Sanktionen war ein UN-Sicherheitsratsbeschluss vom 10. Januar 1980, der zwar eine Mehrheit gefunden hatte, aber von der Sowjetunion durch ein Veto blockiert worden war. Als Sofortmaßnahmen hatten die Minister eine Wiedereinführung der Visumspflicht für Iraner sowie die Nichtgenehmigung von Rüstungsexporten nach Iran beschlossen. Ferner sollten keine neuen Verträge mit der iranischen Regierung oder iranischen Unternehmen geschlossen werden.

### Verhandlungen
Nachdem am 11. Juli 1980 der Vizekonsul Richard Queen, wie tags zuvor von Chomeini angeordnet, aus „humanitären Gründen“, wegen seines schlechten Gesundheitszustandes, freigelassen worden war, erörterten am 9. September 1980 im Haus von Chomeini dessen Sohn Ahmad, Parlamentspräsident Akbar Hāschemi Rafsandschāni und Sadegh Tabatabai ein Procedere zur Freilassung der übrigen 52 Geiseln, das die Zustimmung Chomeinis fand. Das Procedere sah die Deblockade der iranischen Guthaben in den USA vor, eine verbindliche amerikanische Zusage, keine militärische oder politische Intervention in Iran zu unternehmen, und die Rücküberstellung des Vermögens des am 27. Juli 1980 in Kairo verstorbenen Schahs. Tabatabai informierte den deutschen Botschafter in Teheran Gerhard Ritzel über diese Übereinkunft und bat um ein Zusammentreffen mit Vertretern der USA auf deutschem Boden.
Chomeini nannte am 12. September 1980 in einer Rede an iranische Mekka-Pilger erstmals öffentlich Bedingungen für die Freilassung der Geiseln. Hierzu zählte die Rückerstattung des in den USA befindlichen Vermögens des am 27. Juli 1980 in Kairo verstorbenen Schahs und der auf amerikanischen Banken eingefrorenen iranischen Gelder, der Verzicht der USA auf militärische und politische Interventionen in Iran sowie der Verzicht auf mögliche Schadensersatzansprüche der Geiseln gegen Iran. In Iran war eine Parlamentskommission zur Lösung der Geiselfrage gebildet worden, bestehend aus dem ehemaligen Außenminister Ebrahim Yazdi, dem Freitagsvorbeter von Teheran und heutigen obersten Führer Irans Ali Chamene’i, dem religiösen Vertrauensmann der Botschaftsbesetzer und späteren Premierminister Mir Hossein Mussawi und dem späteren Staatspräsidenten Mohammad Chātami, der Leiter des Islamischen Zentrums Hamburg gewesen war. Am 16. und 18. September 1980 trafen dann Sadegh Tabatabai, Staatssekretär im Büro des iranischen Premierministers, der US-amerikanische Vizeaußenminister Warren Christopher und Außenminister Hans-Dietrich Genscher in Bonn zu direkten Gesprächen zusammen. Warren Christopher sicherte Tabatabai zu, dass die amerikanische Regierung sich nachdrücklich bemühe, bei der Rückgabe des Schah-Vermögens behilflich zu sein. Auch eine Aufhebung der Beschlagnahmung der iranischen Gelder auf amerikanischen Banken sei möglich. Ferner sei Präsident Carter bereit, die gewünschte Zusicherung zu geben, sich jeglicher militärischer und politischer Einmischung in Iran zu enthalten. Was den Verzicht auf mögliche Schadensersatzforderungen amerikanischer Bürger, insbesondere der Geiseln und ihrer Angehörigen angehe, verwies Christopher auf die Unabhängigkeit der amerikanischen Justiz.
Am 20. September 1980, dem Tag, an dem Tabatabai nach Iran zurückkehren wollte, um vom Ergebnis seiner Gespräche mit Christopher in Iran zu berichten, begann die Invasion Irans durch den Irak. Alle Flüge nach Iran waren abgesagt und Tabatabai saß bis zum 26. September in Deutschland fest, gelangte dann aber über einen Flug nach Damaskus nach Iran. Am 10. Oktober 1980 erreichte das Weiße Haus über das deutsche Auswärtige Amt eine Anfrage aus Iran, eine Liste aller von Iran noch zu Zeiten des Schahs in den USA bestellten, aber noch nicht gelieferten Güter zu erstellen. Präsident Carter willigte ein, nach der Freilassung der Geiseln, von Iran bestelltes militärisches Gerät im Wert von 150 Mio. US-Dollar an Iran zu liefern.
Mitte Oktober war Präsident Mohammad Ali Radschāʾi nach New York geflogen, um dort wegen der irakischen Invasion Irans vor den Vereinten Nationen zu sprechen. Am 18. Oktober wurde Radschāʾi von algerischen Diplomaten angesprochen, die Geiselkrise im Interesse Irans endlich zu beenden. Die algerische Vertretung war von den USA im Vorfeld des Besuchs des iranischen Präsidenten mit der Bitte kontaktiert worden, in der Geiselfrage vermittelnd tätig zu werden. Radschāʾi erklärte nach seiner Rückkehr nach Iran am 22. Oktober, er sei sicher, dass die USA die von Chomeini gestellten Bedingungen erfüllen würden und die Freilassung der Geiseln kein Problem darstelle. In seiner Fernsehdebatte mit Ronald Reagan am 28. Oktober 1980 erklärte US-Präsident Carter, dass bei Freilassung der Geiseln die iranischen Guthaben in den USA sowie bereits von Iran bezahlte Waffen aus US-amerikanischer Produktion freigegeben würden. Bereits am 26. Oktober 1980 hatte die diesbezügliche Debatte im iranischen Parlament begonnen, das mit Beschluss vom 2. November 1980 die vier Bedingungen Chomeinis für die Freilassung der Geiseln (keine Einmischung in innere Angelegenheiten, Freigabe der blockierten Guthaben, Verzicht auf Ansprüche gegen Iran und Auslieferung des Schah-Vermögens) offiziell bestätigte.
Nun überschlugen sich die Ereignisse: Am 3. November 1980 bestimmte Iran Algerien zum Vermittler und Verhandlungsführer für ein Abkommen mit den USA. Am 1. Dezember gab der iranische Ministerpräsident Mohammad Ali Radschāʾi bekannt, dass die Botschaftsbesetzer die Geiseln an die iranische Regierung überstellt hätten. Am 25. Dezember 1980 veröffentlichte Iran einen Videofilm mit den Geiseln über das „zweite Weihnachtsfest in Gefangenschaft“.

### Freilassung

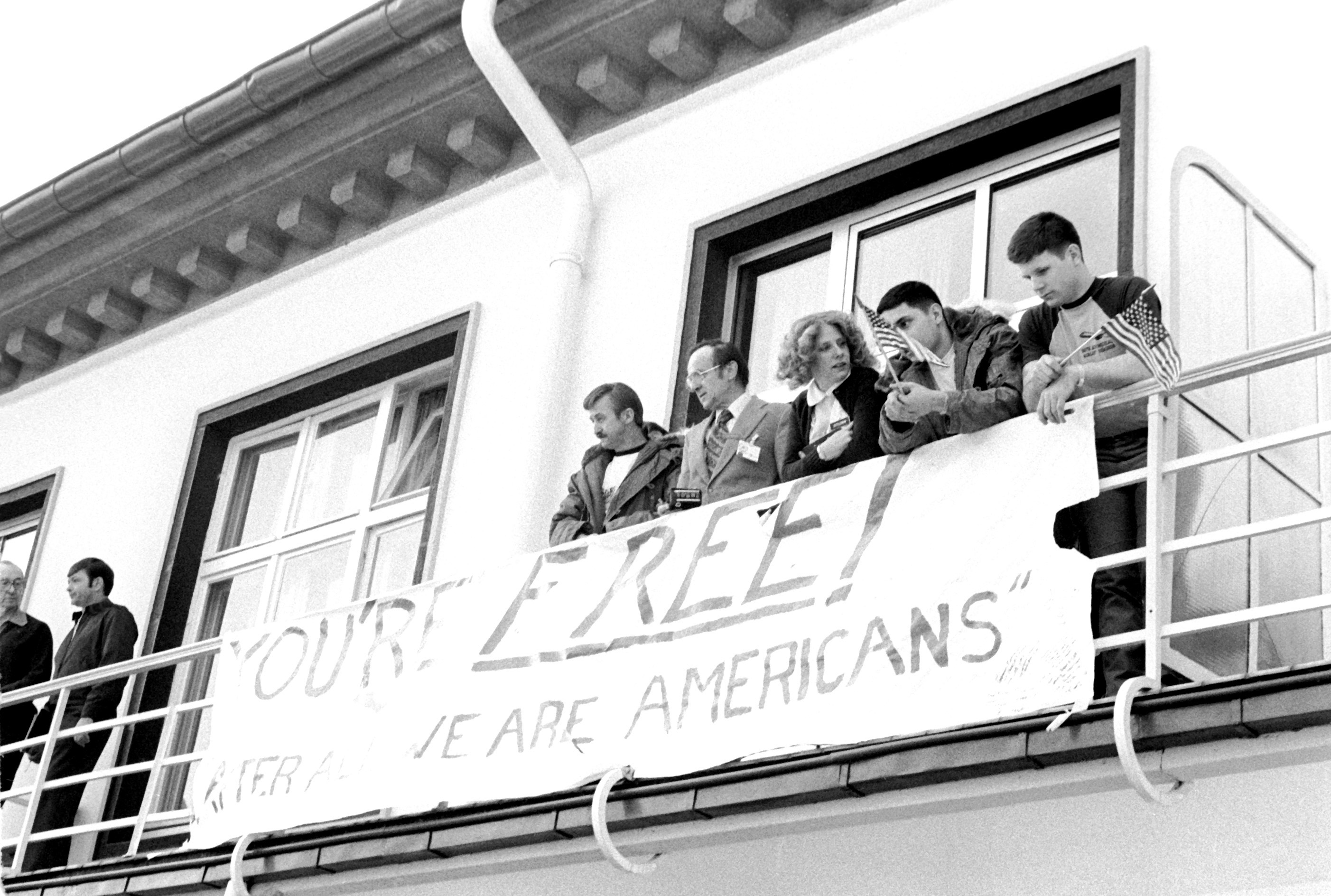
Aufnahme der ausgeflogenen Geiseln vom Balkon des Wiesbadener US-Militärhospitals im Januar 1981

Mit Hilfe algerischer Vermittlung wurde am 19. Januar 1981 ein iranisch-amerikanisches Abkommen zur Geiselfreilassung (Algiers Accords) abgeschlossen. Am Tag der Vereidigung von US-Präsident Ronald Reagan wurden die 52 Gefangenen im Gegenzug zur Freigabe des iranischen Vermögens am 20. Januar 1981 freigelassen und konnten mit einer Boeing 727 von Teheran über Athen und Algier nach Frankfurt am Main fliegen. Chomeini bemerkte dazu: „Jetzt brauchen wir sie nicht mehr.“
Die Geiseln, die 444 Tage in Gefangenschaft gelebt hatten, wurden nach Ankunft in Frankfurt nach Wiesbaden gebracht, wo sie am Abend als Emissär Präsident Reagans dessen Vorgänger Jimmy Carter begrüßte. Im US-Militärkrankenhaus (Wiesbaden Air Base Hospital) wurden alle auf ihren Gesundheitszustand untersucht und anschließend am 25. Januar nach Washington geflogen, wo sie als Helden empfangen wurden. Die Islamische Republik Iran erhielt am 20. Januar 1981 über algerische Treuhandkonten bei der Bank of England das vorher eingefrorene Geld in Höhe von fast acht Milliarden US-Dollar zurück.

## Liste der Geiseln
Am 4. November 1979 begann die Geiselnahme mit zunächst 66 Geiseln:
Am 19. und 20. November 1979 wurden zunächst folgende 13 Frauen und Afroamerikaner entlassen:
- Kathy Gross (22) aus Cambridge Springs, Pennsylvania: Sekretärin
- Sgt. James Hughes (30) von der Langley Air Force Base, Virginia: Verwaltungsmitarbeiter / United States Air Force
- Lillian Johnson (32) aus Elmont, New York: Sekretärin
- Sgt. Ladell Maples (23) aus Earle, Arkansas: Sicherheitsoffizier / United States Marine Corps
- Elizabeth Montagne (42) aus Calumet City, Illinois: Sekretärin
- Sgt. William Quarles (23) aus Washington, D.C.: Sicherheitsoffizier / United States Marine Corps
- Lloyd Rollins (40) aus Alexandria, Virginia: Verwaltungsmitarbeiter
- Capt. Neal (Terry) Robinson (30) aus Houston, Texas: Verwaltungsmitarbeiter
- Terri Tedford (24) aus South San Francisco, Kalifornien: Sekretärin
- Sgt. Joseph Vincent (42) aus New Orleans, Louisiana: Verwaltungsmitarbeiter / United States Air Force
- Sgt. David Walker (25) aus Prairie View, Texas: Sicherheitsoffizier / United States Marine Corps
- Joan Walsh (33) aus Ogden, Utah: Sekretärin
- Cpl. Wesley Williams (24) aus Albany, New York: Sicherheitsoffizier / United States Marine Corps

Am 11. Juli 1980 wurde eine weitere Geisel wegen einer auftretenden Krankheit entlassen, die später als Multiple Sklerose diagnostiziert wurde:
- Richard I. Queen (28), aus New York City, New York: Vizekonsul

Folgende 52 Personen (50 Männer und zwei Frauen) befanden sich bis zum Schluss, bis zum 20. Januar 1981, in der Hand der Iraner.
Charles A. Jones war der einzige Afroamerikaner, der nicht im November 1979 freigelassen wurde:
- Thomas L. Ahern, Jr. (48) aus McLean, Virginia: Betäubungsmittelkontrolle
- Clair Cortland Barnes (35) aus Falls Church, Virginia: Nachrichtendienst
- William E. Belk (44) aus West Columbia, South Carolina: Nachrichtendienst und Archiv
- Robert O. Blucker (54) aus North Little Rock, Arkansas: Ökonom
- Donald J. Cooke (26) aus Memphis, Tennessee: Vizekonsul
- William J. Daugherty (33) aus Tulsa, Oklahoma: Dritter Sekretär der Botschaft
- Lt. Cmdr. Robert Englemann (34) aus Hurst, Texas: Attaché
- Sgt. William Gallegos (22) aus Pueblo, Colorado: Sicherheitsoffizier / United States Marine Corps
- Bruce W. German (44) aus Rockville (Maryland), Maryland: Buchhaltung
- Duane L. Gillette (24) aus Columbia, Pennsylvania: Nachrichten- und Geheimdienstspezialist
- Alan B. Golancinksi (30) aus Silver Spring, Maryland: Sicherheitsoffizier
- John E. Graves (53) aus Reston, Virginia: Öffentlichkeitsarbeit
- Joseph M. Hall (32) aus Elyria, Ohio: Militär-Attaché
- Sgt. Kevin J. Hermening (21) aus Oak Creek, Wisconsin: Sicherheitsoffizier / United States Marine Corps
- Sgt. 1st Class Donald R. Hohman (38) aus Frankfurt am Main/Deutschland: Arzt
- Col. Leland J. Holland (53) aus Laurel, Maryland: Militär-Attaché
- Michael Howland (34) aus Alexandria, Virginia: Sicherheitsberater
- Charles A. Jones, Jr. (40): Kommunikationsspezialist
- Malcolm Kalp (42) aus Fairfax, Virginia: Funktion nicht bekannt
- Moorhead C. Kennedy Jr. (50) aus Washington, D.C.: Ökonom und Handelsbeauftragter
- William F. Keough, Jr. (50) aus Brookline, Massachusetts: Superintendent der Amerikanischen Schule in Islamabad, Pakistan
- Cpl. Steven W. Kirtley (22) aus Little Rock, Arkansas: Sicherheitsoffizier / United States Marine Corps
- Kathryn L. Koob (42) aus Fairfax, Virginia: Kulturbeauftragte der Botschaft
- Frederick Lee Kupke (34) aus Francesville, Indiana: Nachrichtendienste und Computerfachmann
- L. Bruce Laingen (58) aus Bethesda, Maryland: Geschäftsführer der Botschaft
- Steven Lauterbach (29) aus North Dayton, Ohio: Verwaltungsmitarbeiter
- Gary E. Lee (37) aus Falls Church, Virginia: Verwaltungsmitarbeiter
- Sgt. Paul Edward Lewis (23) aus Homer, Illinois: Sicherheitsoffizier / United States Marine Corps
- John W. Limbert, Jr (37) aus Washington, D.C.: Verbindungsmann zur Politik
- Sgt. James M. Lopez (22) aus  Globe, Arizona: Sicherheitsoffizier / United States Marine Corps
- Sgt. John D. McKeel, Jr. (27) aus Balch Springs, Texas: Sicherheitsoffizier / United States Marine Corps
- Michael J. Metrinko (34) aus Olyphant, Pennsylvania: Verbindungsmann zur Politik
- Jerry J. Miele (42) aus Mount Pleasant, Pennsylvania: Nachrichtendienst
- Staff Sgt. Michael E. Moeller (31) aus Quantico, Virginia: Chef der Sicherheit
- Bert C. Moore (45) aus Mount Vernon, Ohio: Berater der Botschaft
- Richard H. Morefield (51) aus San Diego, Kalifornien: Generalkonsul der US-Botschaft in Teheran
- Capt. Paul M. Needham, Jr., (30) aus Bellevue, Nebraska: Logistikoffizier der United States Air Force
- Robert C. Ode (65) aus Sun City, Arizona: Pensionierter Mitarbeiter des US-Außenministeriums
- Sgt. Gregory A. Persinger (23) aus Seaford, Delaware: Sicherheitsoffizier / United States Marine Corps
- Jerry Plotkin (45) aus Sherman Oaks, Kalifornien: Privater Unternehmer
- MSgt. Regis Ragan (38) aus Johnstown, Pennsylvania: Militäroffizier
- Lt. Col. David M. Roeder (41) aus Alexandria, Virginia: Stellvertretender Attaché der United States Air Force
- Barry M. Rosen (36) aus Brooklyn, New York: Pressesprecher
- William B. Royer, Jr. (49) aus Houston, Texas: Stellvertretender Leiter der Iranisch-Amerikanischen Gesellschaft
- Col. Thomas E. Schaefer (50) aus Tacoma, Washington: Attaché der United States Air Force
- Col. Charles W. Scott (48) aus Stone Mountain, Georgia: Militär-Attaché
- Cmdr. Donald A. Sharer (40) aus Chesapeake, Virginia: Attaché der United States Navy
- Sgt. Rodney V. (Rocky) Sickmann (22) aus Krakow, Missouri: Sicherheitsoffizier / United States Marine Corps
- Staff Sgt. Joseph Subic, Jr. (23) aus Redford Township, Michigan: Militärpolizist
- Elizabeth Ann Swift (40) aus Washington, D.C.: Chefin der Politischen Abteilung der Botschaft
- Victor L. Tomseth (39) aus Springfield, Oregon: Leitender politischer Berater
- Phillip R. Ward (40) aus Culpeper, Virginia: Verwaltungsmitarbeiter

## Motive
In einer am 15. November 1979 aus Teheran abgesandten Nachricht an das Auswärtige Amt stellt Oberst i. G. Meyer-Plath die Frage nach den Motiven für die Aktion: 

„Nach meiner Auffassung ist die Auslieferung des Schahs, als ‚krönender Abschluss der siegreichen Revolution gedacht‘, nicht Grund, sondern Vorwand. Höchstwahrscheinlich ist der Zweck der Aktion, die verfahrene, auseinanderlaufende, sich selbst neutralisierende Revolution mit neuem Schwung zu versehen und das Volk eindeutiger als bisher hinter seinen großen Führer zu zwingen. … Durch die völkerrechtswidrige Aktion konnte eine der Hauptbremsen auf dem Weg zur Diktatur beseitigt werden: der liberale, für Völkerrecht und Menschenrechte eintretende Bazargan. Zusammen mit Bazargan musste das Kabinett zurücktreten. Bezeichnenderweise wurde auch keine neue Regierung im klassischen Sinne gebildet, sondern einige nicht homogene Figuren auch des Revolutionsrats mit Regierungsämtern betraut. Ergebnis dieser Aktion war die Ausschaltung der ‚Nebenregierung‘ Bazargan, die den Weisungen aus Qom nicht in allen Fällen willfahrte.“

Für den 3. Dezember 1979 war das Referendum über die neue Verfassung Irans geplant. Chomeinis Rückhalt in der Bevölkerung war massiv zurückgegangen. Die politische Opposition Ajatollah Schariatmadaris hatte in seiner Heimatstadt Täbris für unkontrollierbare Verhältnisse gesorgt. Auch in der südlichen Provinz Abadan sowie in der östlichen Provinz Belutschistan deutete alles darauf hin, dass die Abstimmungsergebnisse gegen die Verfassung ausfallen würden. Ob es überhaupt noch eine Mehrheit für eine Verfassung einer islamischen Republik gegeben hätte, war völlig unklar. Durch die Besetzung der amerikanischen Botschaft und den entsprechenden Propagandafeldzug war das Thema „Verfassungsreferendum“ erst einmal in den Hintergrund geraten. Probleme, die sich bei dem Referendum ergaben, oder gar eine Abstimmungsniederlage konnte nunmehr viel leichter durch die Meldung eines Abstimmungserfolges überdeckt werden.

### Referendum über die neue Verfassung
Die innenpolitischen Folgen für Iran waren dramatisch. Mit dem Rücktritt der Regierung von Premierminister Bazargan war zunächst ein Vakuum entstanden. Am 16. November 1979 hatte dann der Revolutionsrat ein neues Kabinett ohne Premierminister ernannt. Das neue Kabinett setzte sich aus 15 Männern zusammen, von denen zehn bereits unter Bazargan Ministerposten innehatten. Abu l-Hasan Banisadr leitete das Wirtschafts-, Finanz- und Außenministerium. Der Justizminister wurde durch einen Rat von vier Experten geleitet.

Am 3. Dezember 1979 kam es zu einem Referendum über die neue Verfassung Irans. Nach offiziellen Angaben lag die Zustimmung wie schon bei dem Referendum vom 31. März über die Frage, ob Iran eine Islamische Republik werden solle, bei nahezu 100 Prozent, andere Quellen sprechen jedoch von etwa 60 Prozent. Somit wurde die einstige Monarchie Iran zur Islamischen Republik, einem schiitischen Gottesstaat, mit der höchsten religiösen Autorität, Chomeini, dem Obersten Führer an der Spitze. Der deutsche Botschafter Ritzel berichtete am 4. Dezember 1979 aus Teheran: 

„Das Verfassungsreferendum ist ohne schwere Auseinandersetzungen über die Bühne gegangen. Zwar kam es zu Zusammenstößen in Täbris zwischen Verfassungsgegnern aus dem Lager Schariatmadaris und Khomeini-Anhängern, und in den großen Städten Balutschistans konnte überhaupt nicht abgestimmt werden, weil die Wahllokale blockiert wurden. Aber die schlimmsten Befürchtungen bewahrheiteten sich nicht. … Revolutionssprecher Habib kündigte gestern abend die nächsten Etappen im Staatswerdungsprozess der Islamischen Republik an. Danach sind in zwei Monaten Wahlen zum Amt des Staatspräsidenten und des Majles (Parlament) geplant. Khomeini werde voraussichtlich Ende dieser Woche die von ihm laut Verfassung zu bestimmende Hälfte des ‚Wächterausschusses‘ (Kontrolle der Gesetzgebung des Parlaments auf ihre Vereinbarkeit mit islamischen Prinzipien) benennen.“

### Sowjetische Invasion in Afghanistan
Am 17. Dezember 1979 meldete der deutsche Botschafter in den USA, Hermes, an das Auswärtige Amt, dass nach amerikanischen Erkenntnissen eine bisher an der sowjetisch-afghanischen Grenze auf sowjetischem Territorium stationierte sowjetische Division seit einigen Tagen nicht mehr feststellbar sei. … Seit Wochen habe die sowjetische Propaganda ohne einen besonderen Anlass amerikanische militärische Vorbereitungen in der Region angeprangert. Es zeige sich nun, dass diese Propaganda in Verbindung mit der Ausnutzung der iranischen Ereignisse den Sowjets als Vorwand für eine Truppenentsendung nach Afghanistan diene.
In der Nacht vom 25. auf den 26. Dezember 1979 landeten die ersten Teile der für den Einsatz gebildeten sowjetischen 40. Armee in Kabul. 7000 Elitesoldaten der 103. ‚Witebsker‘ Luftlandedivision besetzten neben dem Flughafen auch zentrale Punkte in der Hauptstadt. Am 27. Dezember 1979 marschierten sowjetische Truppen der 5. und 108. Motorisierten Schützendivision über die Landesgrenze in Afghanistan ein. Mit der Operation Storm-333 erreichten Teile einer insgesamt 650 Mann starken Sondereinheit des KGB (darunter auch Speznas) am 27. Dezember 1979 den Regierungspalast. Der afghanische Ministerpräsident Hafizullah Amin wurde von Soldaten in afghanischen Uniformen getötet. Die Regierungsgeschäfte übernahm Babrak Karmal. Der sowjetisch-afghanische Krieg hatte begonnen.

## Einfluss auf den US-Wahlkampf
Die Geiselnahme war, neben dem Einmarsch der UdSSR in Afghanistan, eines der Hauptthemen im Wahlkampf zur US-Präsidentenwahl 1980, die Jimmy Carter am 4. November 1980, dem Jahrestag der Geiselnahme, gegen Ronald Reagan verlor. Carters Unfähigkeit, die Geiselkrise zu lösen, soll für seine Niederlage entscheidend gewesen sein.

### October-Surprise-Theorie
Die iranische Regierung gab die Freilassung der Geiseln 20 Minuten nach dem Ende von Reagans Rede bei seinem Amtsantritt am 20. Januar 1981 bekannt. Dies und weitere Indizien sollen darauf hindeuten, dass das Reagan-Lager schon längere Zeit vor der Wahl am 4. November 1980 geheime Verhandlungen mit Vertretern Teherans führte, um die Freilassung der Geiseln hinauszuzögern, damit sich diese bei der Wahl nicht als sogenannte October Surprise zugunsten Carters auswirke. Als Gegenleistung soll der iranischen Regierung Unterstützung bei der Freigabe gesperrter Auslandskonten sowie verdeckte Waffenlieferungen in Aussicht gestellt worden sein – tatsächlich kamen wenige Jahre später im Rahmen des Iran-Contra-Skandals 1986 umfangreiche, illegale Waffenlieferungen der Reagan-Regierung an Iran ans Licht. Die Kontaktabwicklung soll über Reagans Wahlkampfleiter und späteren Director of Central Intelligence William Joseph Casey sowie den iranischen Waffenhändler Dschamschid Haschemi gelaufen sein. Die October-Surprise-Theorie stützt sich auf iranische und amerikanische Quellen, vor allem Gary Sick, Berater von Carter und Mitarbeiter im Nationalen Sicherheitsrat der Vereinigten Staaten zu der Zeit sowie Abu l-Hasan Banisadr, damaliger Präsident Irans. Ein letzter Beweis für die Einflussnahme Reagans konnte jedoch nie erbracht werden.

## Juristische Aufarbeitung
Im Gegensatz zu den Geiselnehmern in der Botschaft Irans in London wurde keiner der Beteiligten in Iran unter Anklage gestellt.
Die freigelassenen Geiseln erhielten von der US-Regierung eine Entschädigung aus einem Treuhandkonto. Zu Beginn der Geiselnahme wurden 12 Milliarden US-Dollar iranischer Guthaben in den USA eingefroren. Davon konnten vor der Freilassung der Geiseln 8 Mrd. US-Dollar auf ein Treuhandkonto transferiert werden.
- 3,67 Mrd. US-Dollar wurden zur Begleichung von Krediten verwendet, die noch aus der Regierungszeit von Schah Mohammad Reza Pahlavi stammten.
- 1,42 Mrd. US-Dollar verblieben auf dem Treuhandkonto zur Abdeckung potentieller Ansprüche amerikanischer Banken gegenüber dem iranischen Staat.
- 2,88 Mrd. US-Dollar wurden an Iran ausgezahlt.

Weitere 2,2 Mrd. US-Dollar wurden zur Verteilung durch ein internationales Schiedsgericht bereitgestellt, wovon 1 Mrd. US-Dollar für Ansprüche von US-Bürgern und US-Firmen gegen den iranischen Staat auf ein gesondertes Treuhandkonto flossen. Insgesamt erhielt Iran weniger als 4 Mrd. US-Dollar und damit weniger als 30 Prozent seiner vor der Geiselnahme bei amerikanischen Banken verfügbaren Guthaben erstattet.
36 Jahre nach der Geiselnahme erhielten alle 53 US-Geiseln bzw. ihre Nachkommen bis zu 4,4 Mio. US-Dollar, berichtet die „New York Times“ im Dezember 2015. Diese Entschädigungszahlung war mit den 2015 abgeschlossenen Verhandlungen über das iranische Atomprogramm verknüpft, erklärt der Anwalt der Geiseln, Thomas Lankford in einem Interview.

## Film zur Krise
Die zweiteilige TV-Gemeinschaftsproduktion der USA, Frankreich und Großbritannien 444 Tage – Amerika in Geiselhaft (Originaltitel: Days of Crisis beziehungsweise L’Amérique en otage) von 1991 beschreibt die Vorgänge in Iran und in den Vereinigten Staaten aus jener Zeit. Obwohl der Film auch durchaus kritisch mit der Politik des Monarchen umgeht, ist er in Iran verboten.
Der Film Argo aus dem Jahr 2012 zeigt die Befreiung der sechs Amerikaner, die in der kanadischen Botschaft Unterschlupf fanden und im Januar 1980 befreit wurden.